# Одаленго Гранде
Одалѐнго Гра̀нде (на италиански: Odalengo Grande; на пиемонтски: Audalengh Grand, Аудаленг Гранд) е село и община в Северна Италия, провинция Алесандрия, регион Пиемонт. Разположено е на 381 m надморска височина. Населението на общината е 520 души (към 2010 г.).